# Giovanni Antonio Scopoli

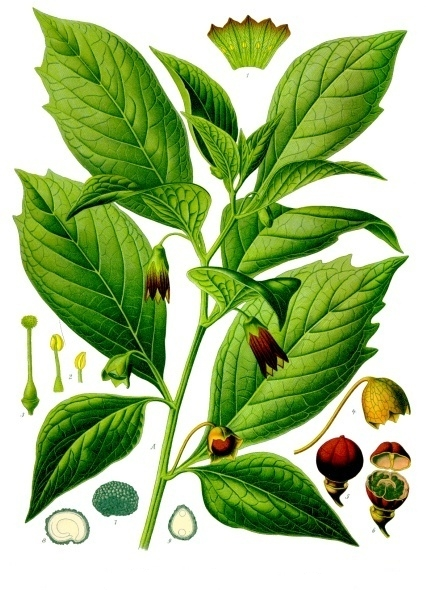
Scopolia carniolica-Farkasbogyó

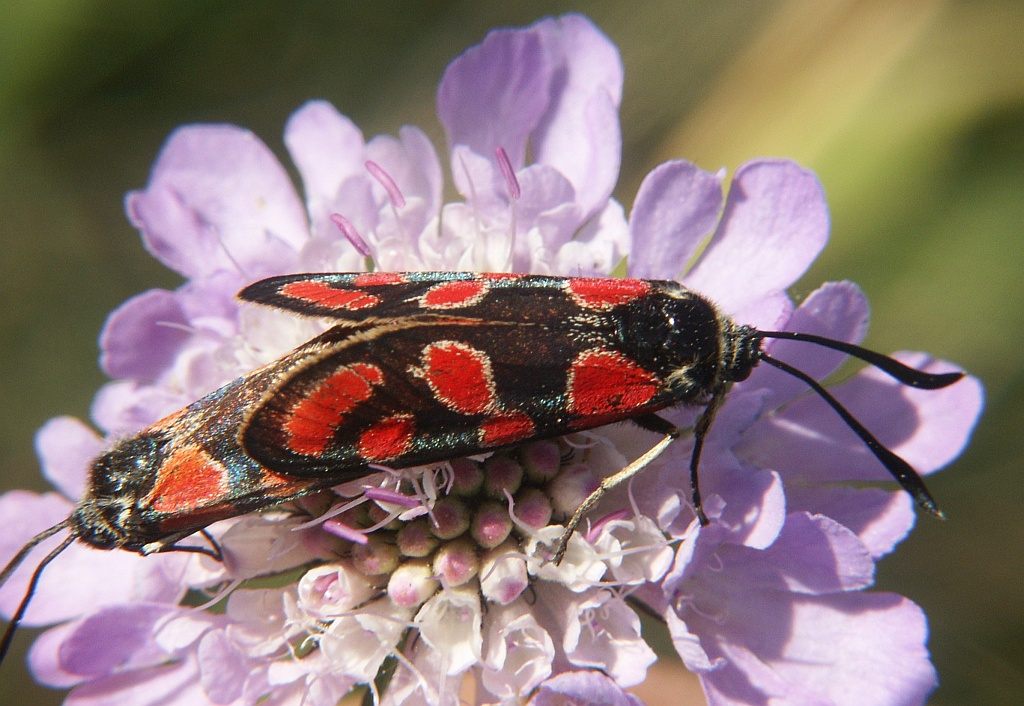
Zygaena carniolica-Fehérgyűrűs csüngőlepke

Giovanni Antonio Scopoli (Cavalese, 1723. június 3. – Pavia, 1788. május 8.) természettudós, geológus, kémikus, tanár, entomológus (lepidopterológus), róla nevezték el a szkopolamin alkaloidját.
Ismert úgy is, mint Scopoli János Antal, Prof. Dr. Ioannes Antonius Scopoli, Johannes Antonius Scopoli, Ján Anton Skopoli. Zoológiai szakmunkákban nevének rövidítése: „Scopoli”. Botanikai szakmunkákban nevének rövidítése: „Scop.”.

## Életrajza
A dél-tiroli Cavalesében született 1723-ban, egy jogász fiaként. Tanulmányait a tridenti egyetemen folytatta, majd az orvosi diplomát 1743-ban, Innsbruckban szerezte meg. Orvosként Tridentben és Velencében tevékenykedett. Két évet Seckan gróf személyi titkára volt. Később az idrijai bányász iskolán volt kémiatanár és a higanybányák orvosa, tizenhat éven keresztül. 1761-ben publikálta „De Hydroargyro Idriensi Tentamina” művét a bányászok higanymérgezési tüneteiről.
1769-től a Selmeci Akadémia tanára volt, ahol növénytant, zoológiát tanított, a környék növénytani , geológiai és faunisztikai kutatásával foglalkozott. Németül és latinul írt. Lomonoszov orosz tudóssal is levelezett. Az első magyarországi kristálytan megalkotója. A „Természet éve” című munkájában a Selmecbánya környéki növény- és állatvilágot a Carl von Linné svéd természettudós rendszere alapján írta le (vele személyes kapcsolatban is volt).
1777-ben áthelyezte működését a páviai egyetemre. Róla nevezték el a szkopolamin alkaloidját, melynek forrását, a Scopolia carniolica - Farkasbogyó (lásd: Gyógynövények listája) nevű növényt ő írta le elsőként.

## Entomológiai kutatásai
Híres entomológus volt. Selmecbányai tartózkodása idején írta meg az „Entomologica Carniolicát”.
Növény- és rovargyűjtéssel is foglalkozott. Több rovarfajt írt le: 
- Ascalaphus (= Libelloides) macaronius Scopoli, 1763,
- Bombus argillaceus Scopoli, 1763,
- Phlebotomus papatasi Scopoli, 1786,
- Thalera fimbrialis Scopoli, 1763,
- Catocala fulminea Scopoli, 1763,
- Anthaxia hungarica Scopoli, 1772,
- Zygaena carniolica Scopoli, 1763
- Dendroxena quadrimaculata (Scopoli, 1771)
- Odonteus armiger (Scopoli, 1772)
- Osmoderma eremita (Scopoli, 1763)
- Rhagonycha fulva (Scopoli, 1763)
- Cucujus cinnaberinus (Scopoli, 1763)
- Pyrochroa serraticornis (Scopoli, 1763)
- Aegosoma scabricorne (Scopoli, 1763)
- Dorcadion aethiops (Scopoli, 1763)
- Dorcadion fulvum (Scopoli, 1763)
- Crioceris quatuordecimpunctata (Scopoli, 1763)
- Crioceris quinquepunctata (Scopoli, 1763)
- Lilioceris lilii (Scopoli, 1763)
- Chrysolina fastuosa (Scopoli, 1763)

stb.
A róla elnevezett rovarok:
- Cerambyx scopolii  (Fuessly, 1775),
- Dorcadion scopolii (Herbst, 1784).

## Írásai
- Scopoli, J. A.: 1760, Flora Carniolica, Vienna
- Scopoli, J. A.: 1763, Entomologia Carniolica exhibens insecta Carnioliae indigena et distributa in ordines, genera, species, varietates, methodo Linneana. Vindobonae, Trattner,: [2] + [8] + [22] + 420 + [4] p., [43] Taf.
- Scopoli, J. A.: 1768 - 1772, Annus Historico - naturalis. Lipsiae, Chr. G. Hilscher,: 168; 118; 103 + [2]; 150; 128 p., 1 Taf.
- Scopoli, J. A. 1768: Annus I. Historico-naturalis. Descriptiones avium musei proprii earumque rariorum, quas vidit in vivario Augustiss. Imperatoris, et in museo excell. comitis Francisci Annib. Turriani. Lipsiae, Chr. G. Hilscher, 1: 168 p.
- Scopoli, J. A. 1769: Annus II. Historico-naturalis. I. Iter Goriziense. II. Iter Tyrolense. III. De Cucurbita Pepone observationes. IV. Lichenis Islandici Vires medicae. Lipsiae, Chr. G. Hilscher, 2: 118 p.
- Scopoli, J. A. 1769: Annus III. Historico-naturalis. I. Solutio Quaestionis, an Medici olim Roma pulsi, ut ait Plinius. II. Luis Bovillae symptomata, causae, discrimina, remedia, praeservativa & curativa. III. Observationes alique de Caeruleo Berolinensi, aliisque Laccis. IV. Experimenta de Minera aurifera Nagyayensi. Lipsiae, Hilscher, 3: 108 + [2] p.
- Scopoli, J. A. 1769 - 1770: De cultura Bombycis mori et Mori albi in Comitate Tyroliensi. Ann. Hist. Nat., 2; 4 : 33 - 36; 120 - 124.
- Scopoli, J. A. 1769: De cultura Bombycis mori et Mori albi in Comitate Tyroliensi. Ann. Hist. Nat., 2: 33 - 36.
- Scopoli, J. A. 1770: Dissertatio de apibus. Ann. Hist. Nat., 4: 7 - 47.
- Scopoli, J. A. 1770: Annus VI. Historico-naturalis. I. Dissertatio de Apibus. II. Dubia Botanica. III. Observationes Oeconomicae. IV. Fungi quidam rariores in Hungaria nunc detecti. Lipsiae, Chr. G. Hilscher, 4: 150 p., Fig. 1 - 12 (auf 2 Taf.).
- Scopoli, J. A. 1770: De cultura Bombycis mori et Mori albi in Comitate Tyroliensi. Ann. Hist. Nat., 4: 120 - 124.
- Scopoli, J. A. 1772: Annus V. Historico naturalis. I. Emendationes et Additamenta ad Ann. I. II. III. IV. II. Tentamen Mineralogicum I. De Minera Argenti alba. III. Tentamen Mineralogicum II. De Sulphure. IV. Tentamen Mineralogicum III. De Pseudogalena, Auripigmento, aliisque. V. Observationes Zoologicae. Lipsiae, Chr. G. Hilscher, 5: 128 p.
- Scopoli, J. A. 1772: Observationes zoologicae. Ann. Hist. Nat., 5: 70 - 128.
- Scopoli, J. A. 1777: Introductio ad historiam naturalem, sistens genera lapidum, plantarum et animalium hactenus detecta, caracteribus essentialibus donata, in tribus divisa, surinde ad leges naturae. Pragae, W. Gerle,: Titelbl. + [8] + 3 - 506 + [38] p.
- Scopoli, J. A. 1777, Introductio ad historiam naturalem, sistens genera lapidum, plantarum et animalium hactenus detecta, caracteribus essentialibus donata, in tribus divisa, subinde ad leges naturae. Prague. Introd. Hist. Nat. i-x + 1-506.

## Fordítás
- Ez a szócikk részben vagy egészben  a   Giovanni Antonio Scopoli című szlovák Wikipédia-szócikk ezen változatának fordításán alapul.  Az eredeti cikk szerkesztőit annak laptörténete sorolja fel. Ez a jelzés csupán a megfogalmazás eredetét és a szerzői jogokat jelzi, nem szolgál a cikkben szereplő információk forrásmegjelöléseként.